# Brad Lukowich
Brad Lukowich, född 12 augusti 1976 i Cranbrook, British Columbia, är en kanadensisk professionell före detta professionell ishockeyspelare. Han vann Stanley Cup två gånger under karriären, med Dallas Stars 1999 och med Tampa Bay Lightning 2004. Han är för närvarande assisterande tränare för Lethbridge Hurricanes i WHL.
Han är son till hockeyspelaren Bernie Lukowich.

## Statistik
| 1992–93      | Kamloops Blazers    | WHL          | 1   | 0  | 0  | 0   | 0   | —  | — | —  | —  | —  |
| 1993–94      | Kamloops Blazers    | WHL          | 42  | 5  | 11 | 16  | 168 | 16 | 0 | 1  | 1  | 35 |
| 1994–95      | Kamloops Blazers    | WHL          | 63  | 10 | 35 | 45  | 125 | 18 | 0 | 7  | 7  | 21 |
| 1995–96      | Kamloops Blazers    | WHL          | 65  | 14 | 55 | 69  | 114 | 13 | 2 | 10 | 12 | 29 |
| 1996–97      | Michigan K-Wings    | IHL          | 69  | 2  | 6  | 8   | 77  | 4  | 0 | 1  | 1  | 2  |
| 1997–98      | Michigan K-Wings    | IHL          | 60  | 6  | 27 | 33  | 104 | 4  | 0 | 4  | 4  | 14 |
| 1997–98      | Dallas Stars        | NHL          | 4   | 0  | 1  | 1   | 2   | —  | — | —  | —  | —  |
| 1998–99      | Michigan K-Wings    | IHL          | 67  | 8  | 21 | 29  | 95  | —  | — | —  | —  | —  |
| 1998–99      | Dallas Stars        | NHL          | 14  | 1  | 2  | 3   | 19  | 8  | 0 | 1  | 1  | 4  |
| 1999–00      | Dallas Stars        | NHL          | 60  | 3  | 1  | 4   | 50  | —  | — | —  | —  | —  |
| 2000–01      | Dallas Stars        | NHL          | 80  | 4  | 10 | 14  | 76  | 10 | 1 | 0  | 1  | 4  |
| 2001–02      | Dallas Stars        | NHL          | 66  | 1  | 6  | 7   | 40  | —  | — | —  | —  | —  |
| 2002–03      | Tampa Bay Lightning | NHL          | 70  | 1  | 14 | 15  | 46  | 9  | 0 | 1  | 1  | 2  |
| 2003–04      | Tampa Bay Lightning | NHL          | 79  | 5  | 14 | 19  | 24  | 18 | 0 | 2  | 2  | 6  |
| 2004–05      | Fort Worth Brahmas  | CHL          | 16  | 3  | 5  | 8   | 33  | —  | — | —  | —  | —  |
| 2005–06      | New York Islanders  | NHL          | 57  | 1  | 12 | 13  | 32  | —  | — | —  | —  | —  |
| 2005–06      | New Jersey Devils   | NHL          | 18  | 1  | 7  | 8   | 8   | 9  | 0 | 0  | 0  | 4  |
| 2006–07      | New Jersey Devils   | NHL          | 75  | 4  | 8  | 12  | 36  | 11 | 0 | 1  | 1  | 2  |
| 2007–08      | Tampa Bay Lightning | NHL          | 59  | 1  | 6  | 7   | 20  | —  | — | —  | —  | —  |
| 2008–09      | San Jose Sharks     | NHL          | 58  | 0  | 8  | 8   | 12  | 6  | 0 | 0  | 0  | 0  |
| 2009–10      | Texas Stars         | AHL          | 29  | 3  | 15 | 18  | 10  | —  | — | —  | —  | —  |
| 2009–10      | Vancouver Canucks   | NHL          | 13  | 1  | 1  | 2   | 4   | —  | — | —  | —  | —  |
| Totalt (NHL) | Totalt (NHL)        | Totalt (NHL) | 653 | 23 | 90 | 113 | 369 | 71 | 1 | 5  | 6  | 22 |